# The Christmas Album (The Manhattan Transfer)
The Christmas Album è un album natalizio del gruppo vocale statunitense The Manhattan Transfer, pubblicato nel 1992 dalla Columbia Records.

## Il disco
The Christmas Album fu il secondo album realizzato dai Manhattan Transfer per la Columbia Records e il loro primo disco dedicato al Natale.
Accanto a canti e carol tradizionali del Natale come la versione in lingua inglese di Stille Nacht e a classici moderni del repertorio natalizio come Santa Claus Is Coming to Town, nel disco sono presenti canzoni nuove, come A Christmas Love Song composta dal co-produttore dell'album Johnny Mandel. Il disco si chiude con un omaggio ai Beatles con Good Night, una ninna nanna composta da John Lennon per il figlio Julian, originalmente incisa per il loro Album Bianco.
Ospite d'onore in The Christmas Song (classico di Mel Tormé portato al successo tra gli altri da Nat King Cole) fu il cantante Tony Bennett.

## Tracce
1. Snowfall - (Claude Thornill, Ruth Thornill) - 5:35
2. Let It Snow, Let It Snow, Let It Snow - (Jule Styne, Sammy Cahn) - 4:35
3. Medley - 3:02
  - Santa Claus Is Coming to Town - (J. Fred Coots, Haven Gillespie)
  - Santa Man - (Alan Paul)
4. The Christmas Song (Chestnuts Roasting on an Open Fire) - (Mel Tormé, Bob Wells) - 4:40
5. Silent Night, Holy Night - (Franz Guber, Joseph Mohr) - 5:55
6. Caroling, Caroling - (Alfred Burt, Wihla Hutson) - 1:24
7. Medley - 4:07
  - Happy Holiday - (Irving Berlin)
  - The Holiday Season - (Kay Thompson)
8. A Christmas Love Song - (Johnny Mandel, Alan & Marilyn Bergman) - 4:08
9. It Came Upon the Midnight Clear - (Rev. E. Hamilton Sears) - 5:55
10. Have Yourself a Merry Little Christmas - (Hugh Martin, Ralph Blane) - 4:39
11. Good Night - (John Lennon, Paul McCartney) - 3:51

## Formazione
- The Manhattan Transfer - voce
  - Cheryl Bentyne
  - Tim Hauser
  - Alan Paul
  - Janis Siegel
- Johnny Mandel - arrangiamento, direzione
- Tony Bennett - voce (#4)
- John Pisano - chitarra
- Gerald Vinci, Arnold Belnick, Ron Clark - violino
- Marilyn Baker, Sam Boghossian, Ken Burward-Hoy - viola
- Larry Corbett, Ernie Erhardt, Igor Horoshevsky - violoncello
- Gayle Levant, Carol Robbins, Amy Shulman - arpa
- Peter Christleib, Jon Clarke, Bob Cooper - sassofono
- Rick Baptist, Oscar Brashear, Charlie Davis - tromba
- Jeff De Rosa, Marni Johnson, Rick Todd - corno francese
- George Bohanon, Charles Loper, Dick Nash - trombone
- Randy Kerber, Ian Underwood - tastiere
- Anne Atkinson, Art Davis, Chuck Domanico - contrabbasso
- Sol Gubin - batteria, percussioni
- Ralph Humphrey - batteria
- Larry Bunker, Dan Greco - percussioni
- Sally Stevens, Nicolas Nackley, Jeffrey Smith, Quincey McCrary, Susan Stevens, Jason Kaleb Henley, Marc Smollin, Joseph Bwarie, Bobbi Page, Jonathan Redford, Josh Weiner, Marc Schillinger - cori

## Edizioni
- 1992 – CD, Columbia Records Sony Music CK 52968-2